# Caileigh Filmer
Caileigh Filmer (Victoria, 18 dicembre 1996) è una canottiera canadese, campionessa olimpica nell'otto a Tokyo 2020.

## Biografia
Si è messa in mostra ai Giochi olimpici giovanili di Nanchino 2014 in cui ha vinto il bronzo nel due senza, con Larissa Werbicki.
Ha rappresentato il Canada ai Giochi olimpici estivi di Rio de Janeiro 2016, classificandosi 5ª nell'otto con Cristy Nurse, Antje Von Seydlitz-Kurzbach, Christine Roper, Lauren Wilkinson, Susanne Grainger, Natalie Mastracci, Lisa Roman e Lesley Thompson-Willie.
Ai mondiali di Plovdiv 2018 e Ottensheim 2019 ha conquistato rispettivamente l'oro e il bronzo nel 2 senza, in coppia con Hillary Janssens.
Ha fatto la sua seconda apparizione olimpica a Tokyo 2020, dove ha vinto la medaglia di bronzo nel due senza, sempre assieme a Hillary Janssens.

## Palmarès
- Giochi olimpici

Tokyo 2020: bronzo nel 2 senza;
Parigi 2024: argento nell'otto;
- Mondiali

Plovdiv 2018: oro nel 2 senza;
Ottensheim 2019: bronzo nel 2 senza;
- Mondiali U23

Plovdiv 2015: argento nel 4 senza;
Plovdiv 2017: oro nell'otto;
- Giochi olimpici giovanili

Nanchino 2014: bronzo nel 2 senza;